# يوم الكرامة (فلم)
يوم الكرامة، فيلم مصري من إنتاج عام 2004.

## قصة الفيلم
تدور أحداث الفيلم حول القوات البحرية المصرية في الفترة التي اعقبت حرب 1967 ، وبعد خطاب التنحي للرئيس جمال عبد الناصر، وحتى يوم 21 أكتوبر، ستعد القوات البحرية المصرية لأكبر عملية عسكرية وهي إغراق المدمرة الإسرائيلية إيلات، بواسطة صواريخ سطح - سطح، أُطلقت من جانب سرب لنشات أمام سواحل بورسعيد، تُوكل المهمة إلى مجموعة من ضباط وجنود القوات البحرية، لكل منهم قصته الحياتية الخاصة، يبدئون في التدريب، وينتظرون إصدار الأوامر بأي ثمن، ويشعرون بأن الوقت يلعب، معهم قائد سرب اللنشات عونى عازر، الذي دخل معركة مع إيلات ليدمرها بنفسه، فاستشهد وأصيب 7 من بحارة إيلات، وهو الذي ترك وراءه قصة حب، وينتهي الفيلم بتدمير المدمرة إيلات ونجاح العملية ورد الكرامة.

## الممثلون
- سرب لانشات الصواريخ
  - ياسر جلال: قائد السرب - النقيب/ أحمد شاكر
  - أحمد عز: قائد اللانش 501 - النقيب/ لطفي جاد الله
  - خالد أبو النجا: ملازم أول/ حسن حسني
  - محمود عبد المغني: ملازم أول/ ممدوح منيع
- سرب لانشات الطوربيد
  - محمد رياض: قائد السرب - النقيب/ عوني عازر
  - أحمد السعدني: ملازم أول/ رجائي حتاتة
- المدمرة إيلات
  - محمود قابيل: قائد المدمرة - المقدم/ إسحق شيشان
  - حلمي فودة: ضابط أول المدمرة - الرائد/ ديفيد
- البطولة النسائية
  - سمية الخشاب: ملك الحناوي
  - روجينا: ماري ميخائيل
- قاعدة بورسعيد
  - فكري أباظة: قائد قاعدة بورسعيد - العقيد/ طلعت نصر
  - أشرف زكي: رئيس أركان قاعدة بورسعيد - العقيد/ سميح إبراهيم
- بالإضافة إلى
  - محمد خيري
  - محمد أبو داود
  - مصطفى حشيش
  - محمد كريم

## روابط خارجية
- مقالات تستعمل روابط فنية بلا صلة مع ويكي بيانات